# Bocchoris incoalis
Bocchoris incoalis là một loài bướm đêm trong họ Crambidae.